# Джордан Данн
Джордан Данн (англ. Jourdan Dunn; * 3 серпня 1990, Лондон) — британська топ-модель та акторка.

## Кар'єра
Потрапила в поле зору модельного агента під час прогулянки супермаркетом Primark у 2006 році, незабаром підписала контракт з агентством Storm Model Management у Лондоні.
У різний час брала участь у показах: Alberta Ferretti, Alexander Wang, Anna Sui, Bottega Veneta, Burberry Prorsum, Carolina Herrera, Christian Dior, Derek Lam, Dolce & Gabbana, Emanuel Ungaro, Emilio Pucci, Etro, Giambattista Valli, Gucci, Hakaan, Hugo by Hugo Boss, Iceberg, J. Mendel, Jason Wu, Jean Paul Gaultier, John Galliano, Kanye West, Louis Vuitton, Marc by Marc Jacobs, Marc Jacobs, Marchesa, Michael Kors, Missoni, Moschino, Mugler, Nina Ricci, Oscar De La Renta, Paco Rabanne, Prabal Gurung, Proenza Schouler, Ralph Lauren, Rodarte, Tommy Hilfiger, Tory Burch, Valentino, Versace та інших. З 2012 року запрошується на підсумковий показ компанії «Victoria's Secret».

## Особисте життя
Виховує сина Райлі (нар. 8 грудня 2009).

## Фільмографія

### Фільми
| Рік  | Українська назва   | Оригінальна назва | Роль    |
| ---- | ------------------ | ----------------- | ------- |
| 2016 | Зразковий самець 2 | Zoolander 2       | Наталка |
| 2016 | Ще по одній: Кіно  | Ab Fab: The Movie | камео   |
| 2018 | Термінал           | Terminal          | Конеджо |

### Музичні кліпи
| Рік  | Назва                    | Виконавець(-виця) | Режисер(-ка)    |
| ---- | ------------------------ | ----------------- | --------------- |
| 2013 | «It's My Party»          | Jessie J          | Еміль Нава      |
| 2013 | «XO»                     | Бейонсе           | Террі Річардсон |
| 2013 | «Yoncé»                  | Бейонсе           | Ріккі Саїз      |
| 2015 | «Every Day Is a Holiday» | Кеті Перрі        | Юнас Окерлунд   |
| 2016 | «Wolves»                 | Каньє Вест        | Стівен Кляйн    |
| 2017 | «Regret In Your Tears»   | Нікі Мінаж        | Mert and Marcus |
| 2017 | «Remix Fashion»          | ASAP Rocky        |                 |
| 2018 | «Nice For What»          | Дрейк             | Карена Еванс    |

## Нагороди і номінації
| Рік  | Нагорода                                | Категорія                    | Результат |
| ---- | --------------------------------------- | ---------------------------- | --------- |
| 2008 | British Fashion Awards                  | Модель року                  | Перемога  |
| 2012 | British Fashion Awards                  | Модель року                  | Номінація |
| 2013 | Harper's Bazaar Women of The Year       | Модель року                  | Перемога  |
| 2014 | British Fashion Awards                  | Модель року                  | Номінація |
| 2015 | Жінка року за версією журналу «Glamour» | Нагорода за натхнення        | Перемога  |
| 2015 | British Fashion Awards                  | Модель року                  | Перемога  |
| 2016 | Elle Style Awards                       | Style Influencer of the Year | Перемога  |
| 2017 | Жінка року за версією журналу «Glamour» | Підприємець року             | Перемога  |